# Bravo-Jahrescharts 1991
Die Bravo-Jahrescharts werden zum Jahresende von der Bravo-Redaktion als Hitliste erstellt. Die Jugendzeitschrift Bravo erscheint seit 1956 und enthält in jeder Wochenausgabe eine Hitliste, die von den Lesern gewählt wurde. Seit 1960 können die Bravo-Leser außerdem ihre beliebtesten Gesangsstars wählen und dekorieren sie mit dem Bravo Otto.

## Bravo-Jahrescharts 1991
1. Wind of Change – Scorpions – 600 Punkte
2. Call It What You Want – New Kids on the Block – 507 Punkte
3. No More Games – New Kids on the Block – 450 Punkte
4. Joyride – Roxette – 396 Punkte
5. Crazy for You – David Hasselhoff – 388 Punkte
6. (Everything I Do) I Do It for You – Bryan Adams – 363 Punkte
7. Ice Ice Baby – Vanilla Ice – 341 Punkte
8. Beinhart – Torfrock – 340 Punkte
9. Do the Limbo Dance – David Hasselhoff – 272 Punkte
10. Fading Like a Flower – Roxette – 288 Punkte
11. The One and Only – Chesney Hawkes – 250 Punkte
12. Because I Love You – Stevie B – 220 Punkte
13. Freiheit – Marius Müller-Westernhagen – 210 Punkte
14. World in My Eyes – Depeche Mode – 209 Punkte
15. Good Vibrations – Marky Mark – 208 Punkte
16. Sadeness (Part I) – Enigma – 205 Punkte
17. No Coke – Dr. Alban – 202 Punkte
18. Bacardi Feeling – Kate Yanai – 192 Punkte
19. The Big L – Roxette – 186 Punkte
20. Hello Afrika – Dr. Alban feat. Leila K. und außerdem One More Try – Timmy T. – 154 Punkte

## Bravo-Otto-Wahl 1991

### Pop/Rock-Gruppe
1. Goldener Otto: New Kids on the Block
2. Silberner Otto: Roxette
3. Bronzener Otto: Depeche Mode

### Hard-'n-Heavy-Gruppe
1. Goldener Otto: Scorpions
2. Silberner Otto: Guns n’ Roses
3. Bronzener Otto: Bon Jovi

### Dancefloor
1. Goldener Otto: Marky Mark
2. Silberner Otto: MC Hammer
3. Bronzener Otto: Vanilla Ice

### Pop Sänger
1. Goldener Otto: Bryan Adams
2. Silberner Otto: David Hasselhoff
3. Bronzener Otto: Matthias Reim

### Pop Sängerinnen
1. Goldener Otto: Sandra
2. Silberner Otto: Cher
3. Bronzener Otto: Paula Abdul